# Dugo Polje (Srbac)
Dugo Polje (szerbül: Дуго Поље), település Bosznia-Hercegovinában, Srbac községben, Bosanska krajina területén, a Szerb Köztársaságban.

## Fekvése
Bosznia-Hercegovina északi részén, Banja Lukától légvonalban 36, közúton 45 km-re északkeletre, községközpontjától légvonalban 7, közúton 13 km-re délnyugatra, a Lijevče polje mezejének északi részén, 91-93 méteres tengerszint feletti magasságban található. 

## Népessége
| Nemzetiségi csoport | Népesség 1991 | Népesség 2013 |
| ------------------- | ------------- | ------------- |
| Szerb               | 326           | 251           |
| Bosnyák             | 0             | 1             |
| Horvát              | 2             | 3             |
| Jugoszláv           | 3             | 0             |
| Egyéb               | 1             | 5             |
| Összesen            | 332           | 260           |